# Аренберг (Лёвен)
Аренберг (нидерл. Arenberg) — позднеготический за́мок герцогского дома Аренбергов, расположенный на окраине Лёвена (район Хеверле (нидерл. Heverlee) в Бельгии. В настоящий момент замок находится в собственности Лёвенского католического университета — это главный корпус кампуса Аренберг, который занимает инженерный факультет (включая отделение архитектуры).

## История
Территория, на которой располагается замок Аренберг, принадлежала с XII века сеньорам Хеверле, на котором они построили первый замок. В XV веке род разорился, в результате чего в 1445 году были вынуждены продать владения пикардийскому роду Крой. При Гийоме де Крое замок был частично перестроен. Гийом также основал на территории замка целестинский монастырь (теперь это библиотека университетского городка). При Филиппе II де Крое перестройка, сочетавшая стили поздней готики и ренессанса, была завершена.
Поскольку герцог умер бездетным, замок вместе с герцогством Арсхот, княжеством Шиме и графством Бомон перешёл к его сестре Анне, которая была замужем за князем Шарлем д’Аренбергом. Благодаря этому замок оказался во владении рода Аренберг, который владел им до Первой мировой войны. После начала войны замок был конфискован бельгийским государством и в 1921 году куплен Лёвенским католическим университетом.
После этого замок стал центром нового пригородного кампуса, где разместился инженерный (технический) факультет, в состав которого также входит отделение архитектуры и охраны памятников истории.

## Архитектура
Боковые башни замка увенчаны грушевидными шпилями (flèches piriformes) с двуглавыми орлами Священной Римской империи.
Шарль III де Крой в 1600 году обвёл замок водяными рвами, затем разбил парк и провел дорогу к Лувену.